# IrcII
 (septembre 2012).
Si vous disposez d'ouvrages ou d'articles de référence ou si vous connaissez des sites web de qualité traitant du thème abordé ici, merci de compléter l'article en donnant les références utiles à sa vérifiabilité et en les liant à la section « Notes et références ».
ircII est un client IRC pour Unix, de type logiciel libre et open source.
Il a été conçu pour fonctionner en mode texte. Par conséquent il ne gère pas de sons ni les graphiques, menus, ou autres fenêtres intruses. Mais il est rapide, stable, léger, portable et fonctionne facilement en tâche de fond en utilisant les terminaux virtuels comme un « écran » Unix.
Comme Unix et les Unix-like se sont développés de plus en plus, avec une popularité grandissante, des nouveaux clients IRC ont été développés, s'éloignant de la base de ircII, tels que irssi ou weeChat.
Parallèlement, des forks de ircII contribuèrent fortement à le faire connaître : BitchX, EPIC ou Scrollz.